# William Hague

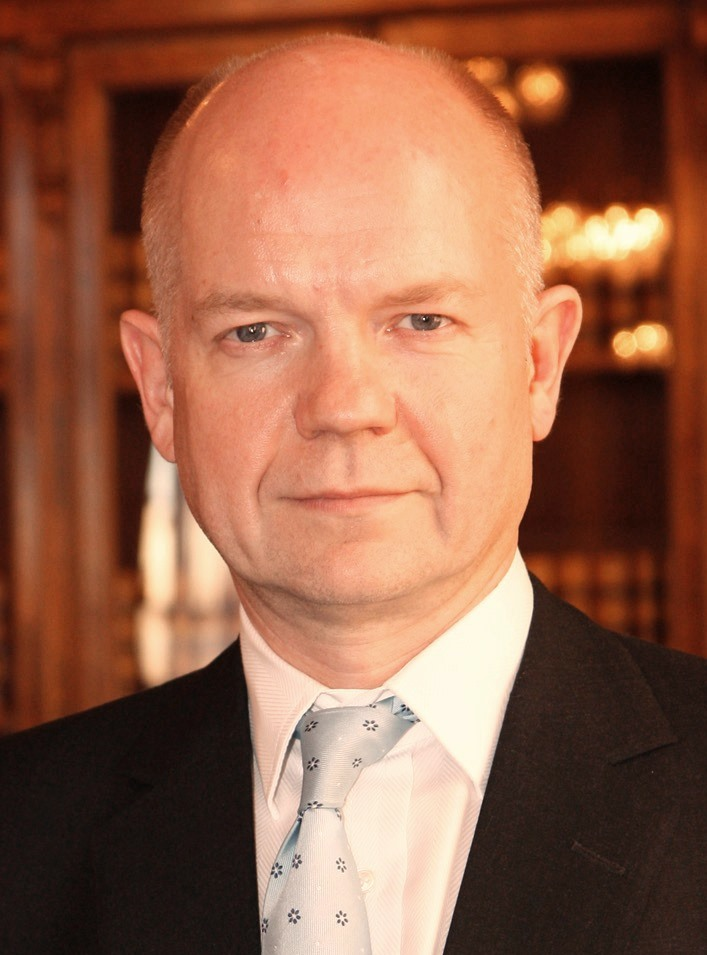
William Hague (2010)

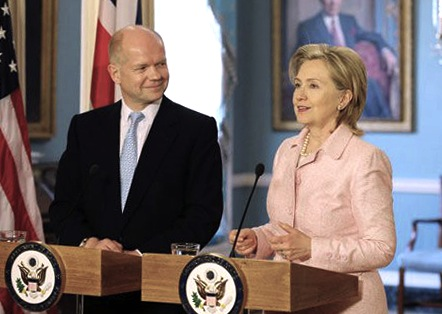
Hague mit Hillary Clinton (2010)

William Jefferson Hague, Baron Hague of Richmond (* 26. März 1961 in Rotherham, Yorkshire) ist ein britischer Politiker der Conservative Party und war von 2010 bis zu seinem vorzeitigen Rücktritt 2014 Außenminister in der Regierung von David Cameron.
Nach der Niederlage der Konservativen in der Parlamentswahl 1997 übernahm er als Nachfolger des abgewählten Premierministers John Major das Amt des Parteichefs, das er bis zur verlorenen Unterhauswahl 2001 behielt.
2024 wurde er zum Kanzler der Universität Oxford gewählt.

## Leben
Hague besuchte eine öffentliche Gesamtschule in Wath-upon-Deane und studierte am Magdalen College in Oxford. Nach seinem Studium trat er der Konservativen Partei bei. Er ist Mitglied der Konservativen Partei und war von 1989 bis 2015 Abgeordneter für den Wahlkreis Richmond in Yorkshire im House of Commons. Zwischen dem 5. Juli 1995 und dem 2. Mai 1997 war er Mitglied im Kabinett von John Major als Minister für Wales. Nach der Niederlage John Majors bei der Unterhauswahl am 1. Mai 1997 wurde er der Parteiführer der Konservativen Partei. Nach dem erneuten Sieg der Labour Party am 7. Juni 2001 trat Hague als Chef der Konservativen zurück; als sein Nachfolger wurde am 12. September Iain Duncan Smith (* 1954) gewählt, der sich damit gegen Kenneth Clarke (* 1940) durchsetzen konnte. Nach den Unterhauswahlen vom 6. Mai 2010 wurde Hague Außenminister in der Regierung von David Cameron. Als Außenminister war er ein heftiger Kritiker einer engeren Kooperation in der Europäischen Union und auch des Euro. Am 14. Juli 2014 erklärte er seinen Rücktritt. Bis zur Parlamentswahl am 7. Mai 2015 führte er als Leader of the House of Commons die Fraktion der Konservativen Partei im House of Commons an und hatte damit weiterhin Kabinettsrang. Sein Nachfolger als Außenminister wurde der bisherige Verteidigungsminister Philip Hammond. Am 9. Oktober 2015 wurde Hague zum Life Peer mit dem Titel Baron Hague of Richmond, of Richmond in the County of North Yorkshire, ernannt. Damit wurde er auch Mitglied des House of Lords.
In der Debatte um einen möglichen Austritt des Vereinigten Königreichs aus der Europäischen Union („Brexit“) sprach sich Hague 2015 für einen Verbleib in der EU aus. Ein EU-Austritt könne ein Auseinanderbrechen des Vereinigten Königreichs zur Folge haben, da die mehrheitlich pro-europäischen schottischen Nationalisten die Chance ergreifen würden, die Unabhängigkeitsdebatte erneut aufzunehmen.

## Veröffentlichungen
- William Pitt the Younger: A Biography. Harper Perennial, London 2005. ISBN 978-0-00-714720-5.
- William Wilberforce: The Life of the Great Anti-Slave Trade Campaigner. Harper Perennial, London 2008. ISBN 978-0-00-722886-7.

| Personendaten    | Personendaten                                                                              |
| ---------------- | ------------------------------------------------------------------------------------------ |
| NAME             | Hague, William                                                                             |
| ALTERNATIVNAMEN  | Hague, William Jefferson, Baron Hague of Richmond (vollständiger Name)                     |
| KURZBESCHREIBUNG | britischer Politiker (Conservative Party), Mitglied des House of Commons und Außenminister |
| GEBURTSDATUM     | 26. März 1961                                                                              |
| GEBURTSORT       | Rotherham, Yorkshire                                                                       |